# نور الدين الزاهي
نور الدين الزاهي باحث وأكاديمي مغربي من مواليد سنة 1962 بالدار البيضاء، حاصل على دبلوم الدراسات العليا في الفسلفة من كلية الآداب والعلوم الإنسانية بالرباط.، وعلى دبلوم التخرج من مركز تكوين مفتشي التعليم بالرباط.، وعلى الدكتوراه في علم الاجتماع.
التحق باتحاد كتاب المغرب سنة 1999، وينشر دراساته وأبحاثه في منابر وطنية ودولية عديدة.

## مؤلفاته
- الفلسفة واليومي، تقديم أحمد السطاتي، مطبعة فضالة، المحمدية، 1999.
- الزاويـة والحـزب، دار إفريقيا الشرق، البيضاء - بيروت، 2001.
- الكتابة والموت، دراسات في «حديث الجثة»، مكناس، سندي، 1998.
- المقدس الإسلامي (2005).
- بركة السلطان (2008).
- الزاوية والحزب - الإسلام والسياسة في المجتمع المغربي (2011).
- المدخل لعلم الاجتماع المغربي (2011).[2]

## روابط خارجية
- صفحة نور الدين الزاهي على موقع goodreads.com
- نور الدين الزاهي على موقع مؤمنون بلا حدود